# Capanna Arena
La capanna Arena è un rifugio alpino situato sopra Vergeletto, nel comune di Onsernone, nel Canton Ticino, nelle Alpi Lepontine, a 1.689 m s.l.m.

## Storia
La cascina principale fu inaugurata nel 1982, e nel 1992, fu inaugurata la seconda cascina, adibita a posti letto.

## Caratteristiche e informazioni
La capanna è disposta su due piani, con refettorio unico per un totale di 22 posti. Sono a disposizione piani di cottura sia a legna che a gas, completi di utensili di cucina. I servizi igienici e l'acqua corrente sono all'interno dell'edificio. Il riscaldamento è a legna. L'illuminazione è prodotta da pannelli solari. I posti letto sono suddivisi in una stanza da 30 posti.

## Accessi
- Vergeletto 906 m - è raggiungibile sempre anche con l'autobus di linea (linea 325). - Tempo di percorrenza: 3 ore - Dislivello: 783 metri - Difficoltà: T2
- Piano delle Cascine 1.110 m - è raggiungibile in auto. - Tempo di percorrenza: 1 ora e 30 minuti - Dislivello: 579 metri - Difficoltà: T2
- Cimalmotto 1.405 m (altitudine massima del percorso 1.978 m) - è raggiungibile sempre anche con l'autobus di linea (linea 332). - Tempo di percorrenza: 4 ore e 30 minuti - Dislivello: 553 metri - Difficoltà: T2
- Capanna Saléi 1.750 m - è raggiungibile con la funivia da Zott. - Tempo di percorrenza: 1 ora e 30 minuti - Dislivello: -61 metri - Difficoltà: T2

## Escursioni
- Laghetto dei Saléi 1.924 m[1] - Tempo di percorrenza: 1 ora e 15 minuti - Dislivello: 250 metri - Difficoltà: T2
- Lago della Cavegna 1.958 m - Tempo di percorrenza: 1 ora e 45 minuti - Dislivello: 269 metri - Difficoltà: T2

## Ascensioni
- Pilone 2.192 m - Tempo di percorrenza: ? - Dislivello: 503 metri
- Munzelüm 2.061 m - Tempo di percorrenza: ? - Dislivello: 372 metri
- Pizzo di Madéi 2.551 m - Tempo di percorrenza: ? - Dislivello: 862 metri
- Pizzo Porcaresc 2.467 m - Tempo di percorrenza: ? - Dislivello: 778 metri

## Traversate
- Capanna Saléi 1 ora e 30 minuti
- Capanna Ribia 4 ore
- Capanna Grossalp 7 ore
- Capanna Alzasca 10 ore